# Henry Clay (roddare)
Henry Clay, född den 20 mars 1955, är en brittisk roddare.
Han tog OS-silver i åtta med styrman i samband med de olympiska roddtävlingarna 1980 i Moskva.